# Liberty L-8
Il Liberty L-8 era un motore aeronautico a 8 cilindri a V raffreddato a liquido prodotto negli Stati Uniti d'America durante gli anni dieci del XX secolo, prodotto in piccola serie.

## Storia del progetto

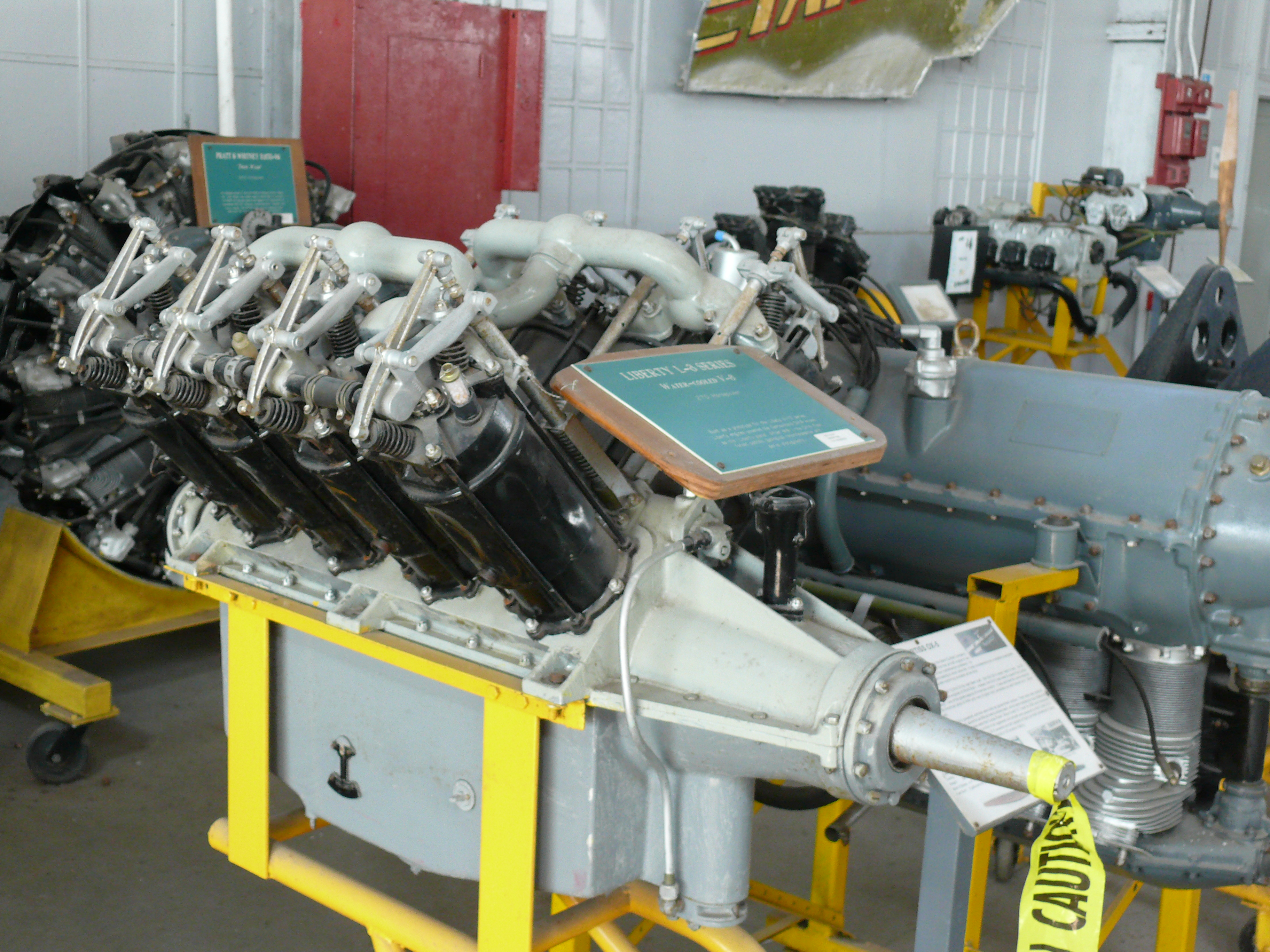
Un motore Liberty L-8 esposto presso lo Historic Aircraft Restoration Project al Floyd Bennett Field (hangar B) presso la Gateway National Recreation Area (NY, NJ).

Dopo l'entrata in guerra degli Stati Uniti d'America, avvenuta il 6 aprile 1917, venne costituita la The Liberty Engineering Corporation di New York al fine di standardizzare la produzione di motori aeronautici da impiegare sui velivoli militari. L'Aircraft Production Board, allora guidato da Howard Earle Coffin della Hudson Motor Car Company, e dal suo assistente Edward Andrew Deeds, uno dei principali azionisti della Delco, stabilì i parametri di base per la nuova azienda.
Verso la metà del 1917 gli ingegneri Jesse Gurney Vincent della Packard Motor Car Company e Elbert J. Hall della Hall-Scott Motor Car, progettarono in una settimana (30 maggio-4 giugno), presso il New Willard Hotel a Washington D.C.,  una serie di propulsori a 4, 6, 8 e 12 cilindri. Per garantire motori funzionanti nel più breve tempo possibile, furono utilizzati solo componenti già collaudati, come cilindri e valvole. L'Aircraft Production Board approvò i disegni e meno di sei settimane dopo la Packard Motor Car Company di Detroit, Michigan, fece costruire a mano un prototipo L-8 a 8 cilindri che funzionava su un supporto. Tale propulsore fu testato per la prima volta su un aereo il 29 agosto 1917. 
I cilindri erano realizzati in acciaio fuso in conchiglia, come in acciaio saldato erano le camicie dell'acqua. Il basamento era in alluminio, mentre la trasmissione all'elica era diretta. I cilindri formavano una V di 45°.  Il comando della distribuzione era del tipo Hall-Scott. L'accensione era doppia, la cilindrata era di 18.000 cm³, e il propulsore erogava una potenza di 290 CV (216 kW) a 1.700 giri/minuto. Il rapporto peso/potenza era pari a 0,45 CV/lb (0,74 kW/kg), mentre la potenza specifica era di 0,26 CV/in³ (11,9 kW/L). Il peso a secco del motore era di 261 kg. La potenza erogata fu successivamente aumentata a 330 CV, ma il propulsore soffriva di seri problemi di vibrazioni torsionali.
La divisione Buick della General Motors ne aveva costruito 15 al costo di 3.000 dollari ciascuno quando su richiesta del generale John Pershing lo sviluppo del modello L-8 fu abbandonato definitivamente dato che era già disponibile il motore Hispano-Suiza 8 da 300 CV. I motori L-8 vennero installati sul prototipo Engineering Division USB-2 nel 1918 e sui sei caccia Pomilio FVL-8 nel 1919.
Il primo esemplare costruito e ora esposto presso il National Air and Space Museum a Washington, D.C., mentre il quindicesimo L-8 (unico esemplare funzionante) powers Liberty the Second ospitato presso il Conneaut Lake Historical Society a Conneaut Lake, Pennsylvania. Un altro motore L-8 e esposto presso il National Museum of the United States Air Force di Dayton, Ohio.